# Кози (Західнопоморське воєводство)
Кози (пол. Kozy, нім. Kashagen) — село в Польщі, у гміні Добжани Старгардського повіту Західнопоморського воєводства.
Населення — 381 особа (2011).
У 1975-1998 роках село належало до Щецинського воєводства.

## Демографія
Демографічна структура станом на 31 березня 2011 року:
|          | Загалом | Допрацездатний вік | Працездатний вік | Постпрацездатний вік |
| -------- | ------- | ------------------ | ---------------- | -------------------- |
| Чоловіки | 184     | 44                 | 124              | 16                   |
| Жінки    | 197     | 52                 | 111              | 34                   |
| Разом    | 381     | 96                 | 235              | 50                   |